# Challenger de Colina 2023
El Copa LP Chile 2023 fue un torneo de tenis profesional jugado en canchas de tierra batida. Fue la 6ª edición del torneo y formó parte de los Torneos WTA 125s en 2023. Se llevó a cabo en Colina, Chile, entre el 13 de noviembre al 19 de noviembre de 2023.

## Cabezas de serie

### Individuales
| Tenista         | Ranking | Preclasificada |
| Mayar Sherif    | 50      | 1              |
| Diana Shnaider  | 60      | 2              |
| Nadia Podoroska | 70      | 3              |
| Sara Errani     | 101     | 4              |
| Diane Parry     | 106     | 5              |
| Emiliana Arango | 115     | 6              |
| Anna Bondár     | 117     | 7              |
| Panna Udvardy   | 124     | 8              |

- Ranking del 6 de noviembre de 2023.

### Dobles
| Tenista                    | Ranking | Preclasificada |
| Amina Anshba Panna Udvardy | 256     | 1              |
| Andrea Gámiz Eva Vedder    | 271     | 2              |
| Julia Lohoff Conny Perrin  | 279     | 3              |
| Sara Errani Mayar Sherif   | 284     | 4              |

## Campeonas

### Individuales femeninos
Sára Bejlek venció a  Diane Parry por 6–2, 6–1

### Dobles femenino
Julia Lohoff /  Conny Perrin vencieron a  Lucciana Pérez Alarcón /  Daniela Seguel por 7–6(4), 6–2